# Операция «Барбаросса»
Опера́ция «Барбаро́сса» (нем. Unternehmen Barbarossa) — вторжение нацистской Германии и многих её союзников по «оси» в Советский Союз, начавшееся в воскресенье, 22 июня 1941 года, во время Второй мировой войны. Самая крупная и кровопролитная сухопутная наступательная операция в истории человечества, в которой приняли участие около 10 миллионов бойцов, а потери к концу операции составили более 8 миллионов человек.
Операция, получившая кодовое название в честь Фридриха Барбароссы, императора Священной Римской империи XII века и крестоносца, была направлена на реализацию идеологических целей нацистской Германии по искоренению коммунизма и завоеванию западной части Советского Союза для заселения её немцами. Немецкий Генеральный план «Ост» предполагал использовать часть завоеванного населения для принудительного труда ради военных нужд стран «оси», одновременно овладевая запасами нефти на Кавказе, а также сельскохозяйственными ресурсами различных советских территорий, в том числе Украины и Белоруссии. Конечной целью было создание большего жизненного пространства для Германии и окончательное истребление коренных славянских народов путём массовой депортации в Сибирь, германизации, порабощения и геноцида.
В течение двух лет, предшествовавших вторжению, нацистская Германия и Советский Союз подписали политические и экономические пакты, преследовавшие стратегические цели. После советской оккупации Бессарабии и Северной Буковины немецкое верховное командование начало планировать вторжение в Советский Союз с июля 1940 года (под кодовым названием план «Отто»). В ходе операции более 3,8 миллиона военнослужащих держав «оси» — крупнейшие силы вторжения в истории войн — вторглись на запад Советского Союза по фронту протяженностью 2900 километров, имея 600 тысяч единиц автомобильной техники и более 600 тысяч лошадей для проведения небоевых операций. Наступление ознаменовало масштабную эскалацию Второй мировой войны, как в географическом плане, так и в связи с заключением англо-советского соглашения, по которому Советский Союз вошёл в коалицию союзников.
Операция открыла Восточный фронт, на котором было сосредоточено больше сил, чем на любом другом театре военных действий в истории человечества. На этой территории произошли крупнейшие в истории сражения, самые ужасные преступления и самые большие потери (как для советских войск, так и для войск «оси»), и всё это повлияло на ход Второй мировой войны и последующую историю XX века. Немецкие войска взяли в плен около пяти миллионов советских красноармейцев и намеренно уничтожили голодом или иными способами 3,3 миллиона советских военнопленных и миллионы мирных жителей, выполняя «план голода», направленный на решение проблемы нехватки продовольствия в Германии и истребление славянского населения путём уничтожения голодом. В ходе массовых расстрелов и операций по отравлению газом, проводившихся немецкими эскадронами смерти или добровольными коллаборационистами, в рамках Холокоста было убито более миллиона советских евреев.
Провал операции «Барбаросса» переломил положение нацистской Германии. В оперативном плане немецкие войска одержали значительные победы, заняли ряд важнейших экономических районов Советского Союза (в основном на Украине) и нанесли, а также понесли большие потери. Несмотря на эти первые успехи, немецкое наступление закончилось в ходе Московской битвы в конце 1941 года, а последующее зимнее контрнаступление советских войск отбросило немцев примерно на 250 километров назад. Германское командование ожидало быстрого краха советского сопротивления, как это было в Польше, по аналогии с ситуацией в России во время Первой мировой войны. Однако такого краха не произошло; вместо этого Красная армия отразила сильнейшие удары немецких вооружённых сил и втянула их в войну на истощение, к которой немцы оказались не готовы. После тяжёлых потерь и проблем с логистикой в ходе операции «Барбаросса» уменьшившиеся силы немецких вооружённых сил уже не могли наступать по всему Восточному фронту, а последующие операции по перехвату инициативы и продвижению вглубь советской территории — такие как план «Блау» в 1942 году и операция «Цитадель» в 1943 году — были слабее и в итоге провалились, что привело к поражению немецких вооружённых сил. Эти победы советских войск положили конец территориальной экспансии Германии и предвосхитили окончательное поражение и крах нацистской Германии в 1945 году.

## Военно-политическая обстановка
С приходом к власти в Германии НСДАП и Адольфа Гитлера (1933) в стране резко возросли реваншистские настроения. Нацистская пропаганда убеждала немцев в необходимости завоевания жизненного пространства на Востоке. Уже в середине 1930-х годов руководство нацистской Германии заявляло о неизбежности в ближайшем будущем войны с СССР. В 1939 году, планируя нападение на Польшу и предвидя возможное вступление в войну на её стороне Великобритании и Франции, германское руководство решило обезопасить себя с востока — в августе между Германией и СССР был заключён Договор о ненападении, после чего Рейх и СССР разделили между собой «сферы интересов» в Восточной Европе, взаимно приостановили пропаганду против друг друга и начали многостороннее сотрудничество.
1 сентября 1939 года Германия напала на Польшу, в результате чего Великобритания и Франция объявили войну Германии. 17 сентября Советский Союз осуществил вторжение в Польшу, присоединив территории нынешней Западной Украины и Западной Белоруссии. Между Германией и СССР появилась общая граница.
В 1940 году Германия захватила Данию, Норвегию, Бельгию, Нидерланды, Люксембург и нанесла поражение Франции. Таким образом, к июню 1940 года Германии удалось кардинально изменить стратегическую ситуацию в Европе, вывести из войны Францию и изгнать с континента британскую армию. Победы вермахта породили в Берлине надежды на скорое завершение войны с Англией, что позволило бы Германии бросить все силы на разгром СССР, а это, в свою очередь, развязало бы ей руки для борьбы с США. Однако Германии не удалось принудить Великобританию к заключению мира. Война продолжалась, боевые действия велись на море, в Северной Африке и на Балканах. В июне 1940 года началась подготовка к реализации плана десантной операции по высадке комбинированного десанта на английское побережье под названием «Морской лев». В ходе планирования, однако, командованию вермахта постепенно стало понятно, что бросок через Ла-Манш может превратиться в операцию с неопределённым результатом, сопряжённую с тяжёлыми потерями.
В октябре 1940 года подготовка «Морского льва» была свёрнута до весны 1941 года. Германия предприняла попытки привлечь к союзу против Англии франкистскую Испанию и вишистскую Францию, а также вновь инициировала переговоры с СССР. На советско-германских переговорах в ноябре 1940 года Германия предложила СССР Пактом четырёх держав окончательно присоединиться к «странам Оси» и Тройственному пакту, и «дележу наследства Англии», но формально признавая возможность такого шага, СССР выставил условия, которые были явно неприемлемыми для Германии, и через месяц германское командование приняло к реализации план «Барбаросса».

## Подготовка к войне

### Идеология
Гитлер мечтал о войне против Советского Союза с середины 1920-х гг. В своём манифесте «Майн кампф» он писал, что русский большевизм представляется ему попыткой еврейства заполучить мировую гегемонию. Советская Россия ассоциировалась в сознании Гитлера с наихудшей формой еврейского правления: это была единственная страна, которая, по его мнению, полностью контролировалась евреями. Таким образом, вторжение в Советский Союз стало кульминацией политической и идеологической программы Гитлера, его главным делом, воплощением того, что он полагал борьбой против еврейской большевизации мира.

### Маскировка и дезинформация
С самого начала планирования войны против СССР важное место в деятельности германского военно-политического руководства и командования вермахта занимали вопросы дезинформации, стратегической и оперативной маскировки, имевшие целью введение руководства СССР в заблуждение относительно сроков возможного нападения Германии на Советский Союз.
Создавая благоприятные условия для подготовки к войне, Гитлер прикрывал свои агрессивные замыслы мероприятиями дипломатического характера, которые были призваны демонстрировать советскому руководству сравнительно высокий уровень развития советско-германских отношений. На фоне демонстрации этих «добрососедских» отношений началась постепенная переброска германских войск с западного на восточное направление и поэтапное оборудование театра будущей войны (см. Ауфбау Ост). Наращивание объёмов производства оружия, военной техники и других товаров военного предназначения, а также проведение дополнительных мобилизационных мероприятий объяснялись необходимостью ведения войны против Великобритании.
Оценивая проведённые мероприятия по дезинформации советского руководства, Геббельс в своём дневнике летом 1941 г. сделал запись: «…Фюрер чрезвычайно доволен тем, что маскировка приготовлений к восточному походу вполне удалась… Весь манёвр проведён с невероятной хитростью».

#### Участие высших должностных лиц в дезинформационных мероприятиях
В разработке и проведении основных дезинформационных мероприятий принимали участие сам Гитлер, министр иностранных дел Риббентроп, министр пропаганды Геббельс, начальник генштаба сухопутных войск Гальдер, начальник отдела Е (контрразведка) VI управления РСХА (SD-Ausland) В. Шелленберг, начальник службы военной разведки и контрразведки адмирал В. Канарис и некоторые другие высокопоставленные чиновники. Основные мероприятия по дезинформации советского руководства проводились под непосредственным руководством Гитлера и в некоторых случаях при его личном участии.
В распространении дезинформационных сведений принимали участие высшие должностные лица германского руководства, германские послы и дипломаты, военные атташе, сотрудники политической и военной разведки Германии, которые действовали в европейских странах и на Дальнем Востоке, члены германских правительственных и торгово-экономических делегаций, посещавших Москву и столицы других европейских государств, германские средства массовой информации.
Дезинформационные мероприятия в политической области должны были демонстрировать приверженность Гитлера советско-германскому пакту о ненападении, убеждать советское руководство в отсутствии у Германии территориальных претензий к СССР, активизировать советско-германские контакты на высшем уровне для обсуждения различных международных проблем, что позволяло бы создавать у советских представителей положительное впечатление о состоянии советско-германских отношений. Большое значение придавалось тому, чтобы не допустить создания в Европе блока антифашистских государств.
Первой крупной политической акцией, призванной замаскировать подготовку Германии к войне против СССР, продемонстрировать доверительный уровень германско-советских отношений и твёрдое намерение военно-политического руководства Германии добиться победы в войне против Англии, стали официальные послания Гитлера советскому руководству в конце сентября 1940 года, в которых фюрер вначале известил Сталина о предстоящем подписании пакта с Японией, а затем предложил ему принять участие в дележе «английского наследства» в Иране и Индии (см. Пакт четырёх держав). 13 октября Сталин получил письмо от министра иностранных дел Германии Риббентропа, в котором содержалось приглашение наркому иностранных дел СССР Молотову прибыть с визитом в Берлин. В этом письме Риббентроп также особо подчеркнул, что «…Германия полна решимости вести войну против Англии и её империи до тех пор, пока Британия не будет окончательно сломлена…». В Кремле, доверившись содержанию послания Гитлера, предположили, что наиболее вероятным сроком обострения советско-германских отношений может стать период после окончания англо-германского военного конфликта, который может завершиться через два-три года, то есть в 1942—1943 гг. 12—13 ноября в Берлине состоялись переговоры Риббентропа и Молотова, на которых советскому руководству вновь предложили заняться «дележом наследства Англии», убеждая, таким образом, СССР в том, что война с Англией является первостепенной задачей для Германии на ближайшие годы. По их завершении в печати было опубликовано официальное сообщение о том, что «…обмен мнениями протекал в атмосфере взаимного доверия и установил взаимное понимание по всем важнейшим вопросам, интересующим СССР и Германию». Эта фраза в проект сообщения, подготовленного Молотовым, была вставлена по указанию Сталина. Германская сторона приняла такую формулировку без возражений. Между тем ещё 12 ноября Гитлер подписал директиву № 18, которой приказал продолжать подготовку плана войны против СССР «…независимо от результатов» переговоров с Молотовым.
Через месяц после переговоров в Берлине, 18 декабря 1940 года, Гитлер подписал директиву № 21 (операция «Барбаросса») о подготовке к войне против Советского Союза, начинавшуюся с указания: «…Германские вооружённые силы должны быть готовы разбить Советскую Россию в ходе кратковременной кампании ещё до того, как будет закончена война против Англии». А уже на следующий день Гитлером был устроен торжественный приём для нового посла СССР в Германии В. Г. Деканозова.
Вводя в заблуждение Сталина, Гитлер стремился некоторое время держать в неведении относительно своих военных планов и лидеров союзных Германии государств. Предпринимались все меры в целях исключения любой утечки сведений о подготовке Германии к нападению на Советский Союз.

#### Маскировка мероприятий вооружённых сил по подготовке «восточного похода»
6 сентября 1940 года был издан специальный приказ начальника штаба ОКВ о маскировке всех мероприятий, связанных с подготовкой «восточного похода». Приказ, в частности, требовал:
1. Маскировать общую численность немецких войск на востоке по возможности распространением слухов и известий о якобы интенсивной замене войсковых соединений в этом районе. Передвижение войск обосновывать их переводом в учебные лагеря, переформированием и т. п.
2. Создать впечатление, что основное направление в наших перемещениях сдвинуто в южные районы генерал-губернаторства, в протекторат и Австрию и что концентрация войск на севере сравнительно невелика…
3. Распространять соответствующим образом подобранные сведения для создания впечатления, будто после западного похода противовоздушная оборона на востоке серьёзно усиливается и что зенитные средства всех важных объектов укрепляются за счет трофейной французской техники.
4. Работы по улучшению сети шоссейных и железных дорог и аэродромов объяснять необходимостью развития только что завоёванных восточных областей, ссылаясь при этом на то, что они ведутся нормальными темпами и служат главным образом экономическим целям.
3 февраля 1941 года на секретном совещании у фюрера, на котором присутствовали начальник генштаба ОКВ и начальник штаба оперативного руководства вермахта, Гитлер ещё раз дал указание «…сосредоточение и развертывание войск по плану „Барбаросса“ маскировать посредством дезинформации относительно осуществления операции „Морской лев“ и второстепенной операции „Марита“».
В январе 1941 года переброска германских войск с запада на восток активизировалась и проводилась ускоренными темпами. Прикрывая сосредоточение войск в районах, прилегающих к южной границе СССР, командование германских войск объясняло это тем, что все подобные мероприятия якобы вызваны необходимостью предотвращения попыток английского проникновения на Балканы. Именно этим предполагаемым актом со стороны Англии Германия объясняла необходимость введения своих войск в Румынию и Болгарию.
15 февраля 1941 года генерал-фельдмаршал В. Кейтель подписал распоряжение по дезинформации и маскировке подготовки нападения на СССР в период сосредоточения и развёртывания германских войск, где проведение дезинформационных мероприятий разбивалось на два этапа. На первом (примерно до середины апреля 1941 г.) предусматривалось создавать ложное представление относительно намерений немецкого командования, акцентируя внимание на планах вторжения в Англию, а также на подготовке операции «Марита» (на Балканах) и «Зонненблюме» (в Северной Африке). Переброски войск для операции «Барбаросса» предлагалось изображать как обмен сил между Западом, Германией и Востоком либо как подтягивание тыловых эшелонов для операции «Марита», либо как подготовку обороны на случай советского нападения. На втором этапе, когда скрыть подготовку станет уже невозможно, стратегическое развёртывание сил для операции «Барбаросса» должно было изображаться как «крупнейший в истории войн отвлекающий манёвр» будто бы с целью отвлечения внимания от последних приготовлений к вторжению в Англию. Чтобы создать полную иллюзию подготовки вторжения на Британские острова, немецкое командование приказало распространить сведения о несуществующем «авиадесантном корпусе», а кроме того, напечатать массовым тиражом топографические материалы по Англии, немецко-английские разговорники и т. д.
Организатором дезинформационных мероприятий в военной сфере была определена информационная служба, которая была создана в управлении военной разведки и контрразведки. Деятельность этой службы контролировалась адмиралом В. Канарисом. Предусматривалось, что Канарис организует передачу германским военным атташе в нейтральных странах и атташе нейтральных стран в Берлине дезинформационных сведений, которые должны будут носить «…отрывочный характер, но отвечать одной общей тенденции» — указывать на якобы ведущуюся подготовку вторжения в Англию.
Чтобы ввести в заблуждение руководство СССР о действиях германских войск в Польше и Восточной Пруссии, командующий группой армий «Б» (с 22 июня 1941 года — «Центр») Ф. Ф. фон Бок 24 марта 1941 года отдал приказ о сооружении различных укреплений вдоль границы, предназначенных якобы для обороны от возможного советского наступления. Было отдано распоряжение не препятствовать советской воздушной разведке вести наблюдение за производимыми работами.
Операция «Марита» действительно была проведена в период 6 — 24 апреля 1941 года. Германские войска, поддержанные Италией и Венгрией, захватили Югославию и Грецию. В результате этой операции Германии удалось создать стратегический плацдарм для обеспечения южного фланга накануне войны против СССР. Прибытие британского экспедиционного корпуса в район боевых действий не изменило обстановки.
24 апреля фон Браухич отдал приказ об операции «Хайфиш» («Акула») — высадке германских войск на южном побережье Британских островов. В действительности это была лишь имитация подготовки нескольких дивизий к высадке с атлантического побережья Франции. Одновременно аналогичную акцию проводили германские войска, находившиеся в Норвегии и Дании.
12 мая 1941 года штаб оперативного руководства ОКВ утвердил новые указания о мероприятиях по проведению второй фазы дезинформации. В этих указаниях предписывалось: «Вторая фаза дезинформации противника начинается одновременно с введением максимально уплотнённого графика движения эшелонов 22 мая. В этот момент усилия высших штабов и прочих участвующих в дезинформации органов должны быть в повышенной мере направлены на то, чтобы представить сосредоточение сил к операции „Барбаросса“ как широко задуманный манёвр с целью ввести в заблуждение западного противника». Особое внимание обращалось на то, что среди расположенных на востоке соединений должен циркулировать слух о тыловом прикрытии против России и «…отвлекающем сосредоточении сил на востоке», а войска, расположенные на Ла-Манше, должны были верить в действительную подготовку к вторжению в Англию. В указаниях рекомендовалось использовать тезис о том, что захват немецкими войсками острова Крит (операция «Меркурий») являлся генеральной репетицией форсирования Ла-Манша и высадки германского десанта на Британские острова.
Командование вермахта стремилось как можно дольше держать в неведении личный состав своих войск о планируемой операции. В одних частях солдатам говорили, что они направляются на отдых перед вторжением в Англию, в других — что войска будут пропущены через советскую территорию для боевых действий против Британской Индии.
Командование оперативного руководства ОКВ строго указывало, что все усилия по дезинформации противника окажутся напрасными, если немецкие войска узнают о предстоящем нападении и распространят эти сведения по Германии.
Согласно указанию штаба ОКВ от 8 мая 1941 года, офицеров должны были проинформировать примерно за восемь дней до начала боевых действий, а рядовой и унтер-офицерский состав — только в самые последние дни.

### Стратегическая воздушная разведка

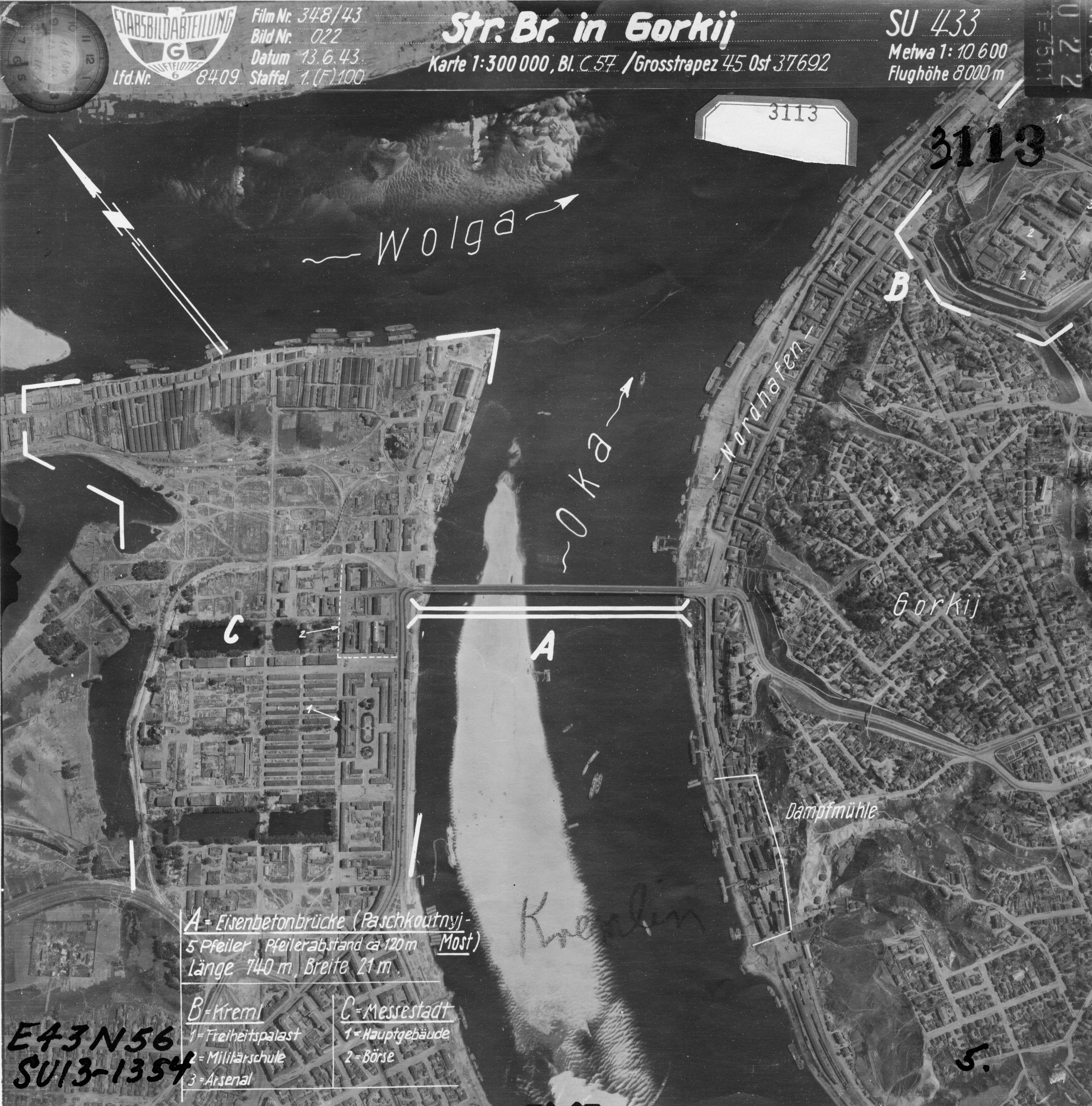
Горький. Зона — Кремль:
A — Железобетонный (Плашкоутный) мост (5 опор, расстояние между опорами ~120 м, длина 740 м, ширина 21м);
B — Кремль (1 — Дом Советов, 2 — Военная школа, 3 — Арсенал);
С — Ярмарка (1 — Главный Дом, 2 — Биржа);
Мельница обведена белой сплошной линией.

Для нейтрализации численного превосходства советских ВВС план вторжения предусматривал уничтожение основной части авиации Западного ВО на аэродромах базирования. Решающими условиями успеха этой операции были тщательное планирование и внезапность удара. Важную роль в подготовке операции сыграла стратегическая воздушная разведка Люфтваффе. Для ведения разведки была создана специальная эскадра — «Разведывательная группа главнокомандования Люфтваффе» (нем. Aufkl ungsgruppe des Oberbefehlshabers der Luftwaffe — Aufkl. St. (F)/Ob. d. L), так называемая «Группа Ровеля». Группа имела на вооружении флот высотных бомбардировщиков (Do 215 B-2, He 111, Ju 88, Ju 86 P), модифицированных для ведения аэрофотосъемки. Летая на высотах, недоступных для советских истребителей, группа выполнила обширный объём фотосъемки стратегических объектов в западной части СССР, включая военные аэродромы. Часть вылетов осуществлялась на большую глубину, вплоть до городов Уфы, Баку и Горького. Именно эти снимки обеспечили высокую эффективность первого удара по советским аэродромам.

## Расстановка сил

### Германия и её союзники
Для нападения на СССР к 22 июня 1941 года было создано четыре группы армий общей численностью 157 дивизий и 12 бригад. С учётом стратегического резерва группировка для действий на Востоке состояла из 183 дивизий и 13 бригад.
- Группа армий «Север» (командующий — генерал-фельдмаршал Вильгельм фон Лееб) была развёрнута в Восточной Пруссии, на фронте от Мемеля до Голдапа. В неё входили 16-я армия, 18-я армия и 4-я танковая группа — всего 29 дивизий (в том числе 3 танковых и 3 моторизованных). Наступление поддерживал 1-й воздушный флот, располагавший 1070 боевыми самолётами. В задачу группы армий «Север» входил разгром советских войск в Прибалтике, захват Ленинграда и портов на Балтийском море, в том числе Таллина и Кронштадта.
- Группа армий «Центр» (командующий — генерал-фельдмаршал Федор фон Бок) занимала фронт от Голдапа до Влодавы. В неё входили 4-я армия, 9-я армия, 2-я танковая группа и 3-я танковая группа — всего 50 дивизий (в том числе 9 танковых и 6 моторизованных) и 1 бригада. Наступление поддерживал 2-й воздушный флот (1680 боевых самолётов). Группе армий «Центр» ставилась задача рассечь стратегический фронт советской обороны, окружить и уничтожить войска Красной армии в Белоруссии и развивать наступление на московском направлении.
- Группа армий «Юг» (командующий — генерал-фельдмаршал Герд фон Рундштедт), в оперативном подчинении которой находилось Командование сухопутных войск Румынии, занимала фронт от Люблина до устья Дуная. В неё входили 6-я армия, 11-я армия, 17-я армия, 4-я румынская армия, 1-я танковая группа — всего 57 дивизий (в том числе 9 танковых и моторизованных) и 9 бригад (в том числе 2 моторизованные). Наступление поддерживал 4-й воздушный флот (800 боевых самолётов) и румынские ВВС (500 самолётов). Группа армий «Юг» имела задачу уничтожить советские войска на Правобережной Украине, выйти к Днепру и в последующем развивать наступление восточнее Днепра.
- Немецко-финская группа войск (командующий — фельдмаршал Карл Густав Эмиль Маннергейм) занимала фронт по советско-финской границе. В неё входили: Армия «Норвегия» (Главное командование вермахта в Финляндии), Финская армия (Финляндия), Карельская армия (Финляндия) — всего 20 дивизий (в том числе 1 моторизованная) и 3 бригады. Эта группа войск имела задачу, перейдя в наступление позже остальных групп армий, разгромить противостоящие советские силы, блокировать Ленинград, захватить Мурманск, ведя дальнейшее наступление на Архангельск.
- Резервы Главного командования сухопутных войск Германии. К 4 июля 1941 года планировалось сосредоточить на Востоке 13 дивизий и 1 бригаду, после 4 июля 1941 года — 11 дивизий на Востоке и две в Германии.

### СССР
В СССР на базе военных округов, находившихся на западной границе, согласно решению Политбюро ЦК ВКП(б) от 21 июня 1941 года, было создано 4 фронта. 24 июня 1941 года был создан Северный фронт. Согласно справке, составленной накануне войны заместителем начальника Генерального штаба РККА генералом Ватутиным, всего в составе сухопутных войск имелось 303 дивизии, из них в составе группировки для действий на Западе 237 дивизий (из них 51 танковая и 25 моторизованных). Группировка для действий на Западе была выстроена в три стратегических эшелона.

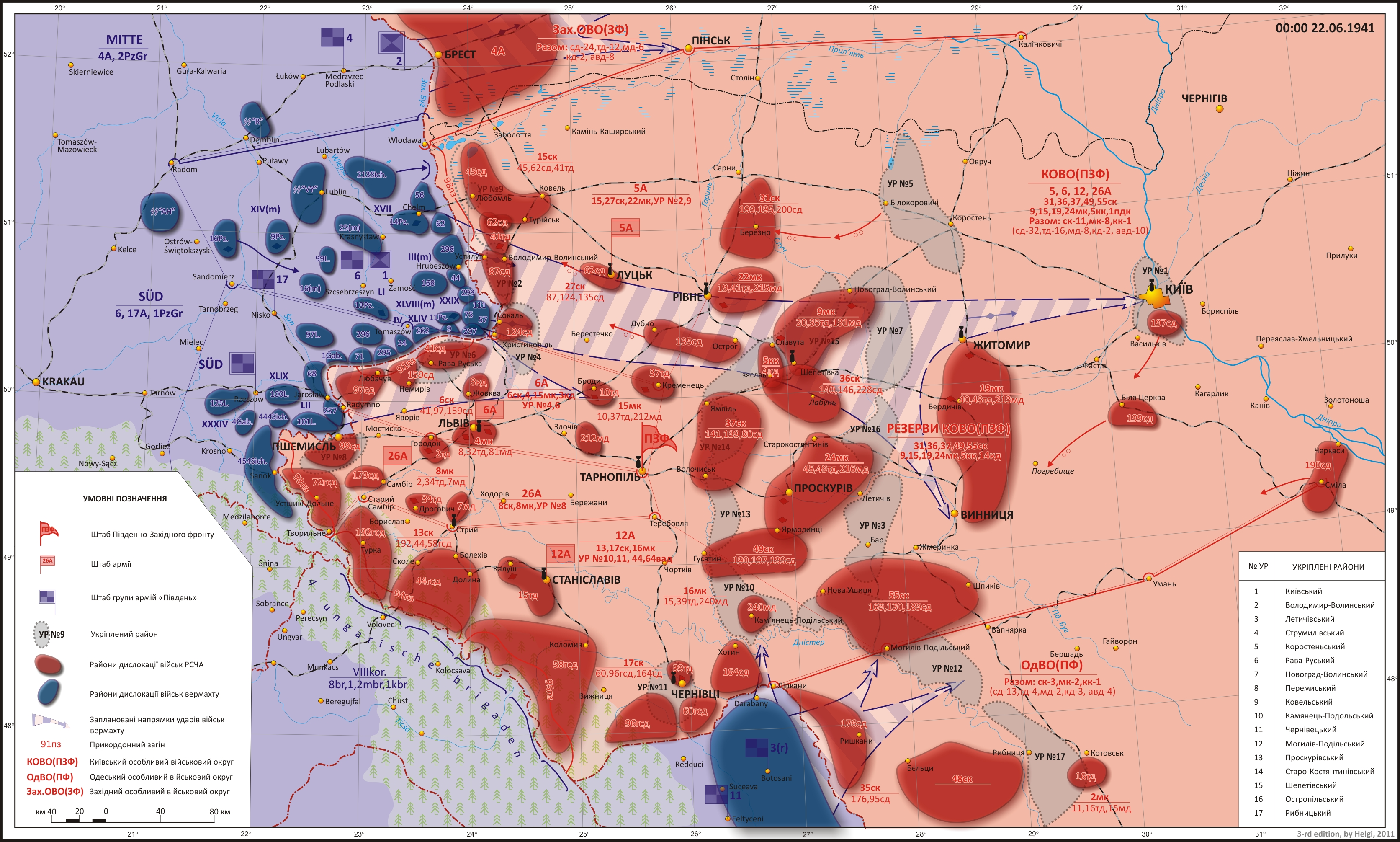
Конфигурация границы и дислокация войск противостоящих сторон на 22 июня 1941 года на Южном направлении

- Северо-Западный фронт (командующий генерал-полковник Ф. И. Кузнецов) был создан в Прибалтике. В него входили 8-я армия (генерал-майор П. П. Собенников), 11-я армия (генерал-лейтенант В. И. Морозов) и 27-я армия (генерал-майор Н. Э. Берзарин) — всего 34 дивизии (из них 6 танковых и моторизованных). Фронт поддерживали ВВС Северо-Западного фронта.
- Западный фронт (командующий генерал армии Д. Г. Павлов) был создан в Белоруссии. В него входили 3-я армия (генерал-лейтенант В. И. Кузнецов), 4-я армия (генерал-майор А. А. Коробков), 10-я армия (генерал-майор К. Д. Голубев) и 13-я армия (генерал-лейтенант П. М. Филатов) — всего 45 дивизий (из них 20 танковых и моторизованных). Фронт поддерживали ВВС Западного фронта.
- Юго-Западный фронт (командующий генерал-полковник М. П. Кирпонос) был создан на Западной Украине. В него входили 5-я армия (генерал-майор танковых войск М. И. Потапов), 6-я армия (генерал-лейтенант И. Н. Музыченко), 12-я армия (генерал-майор П. Г. Понеделин) и 26-я армия генерал-лейтенант Ф. Я. Костенко) — всего 45 дивизий (из них 18 танковых и моторизованных). Фронт поддерживали ВВС Юго-Западного фронта.
- Южный фронт (командующий генерал армии И. В. Тюленев) был создан в Молдове и на Южной Украине. В него входили 9-я армия (генерал-полковник Я. Т. Черевиченко) и 18-я армия (генерал-лейтенант А. К. Смирнов) — всего 26 дивизий (из них 9 танковых и моторизованных). Фронт поддерживали ВВС Южного фронта.
- Северный фронт (командующий генерал-лейтенант М. М. Попов) был создан на базе Ленинградского военного округа. В него входили 7-я армия (генерал-лейтенант Ф. Д. Гореленко), 14-я армия (генерал-лейтенант В. А. Фролов), 23-я армия (генерал-лейтенант П. С. Пшенников) — всего 22 дивизии и 1 бригада. Фронт поддерживали ВВС Северного фронта
- Балтийский флот (командующий адмирал В. Ф. Трибуц) дислоцировался в Балтийском море. Он имел в своём составе 2 линкора, 2 крейсера, 2 лидера эсминцев, 19 эсминцев, 65 подводных лодок, 48 торпедных катеров и другие корабли, 656 самолётов.
- Черноморский флот (командующий вице-адмирал Ф. С. Октябрьский) дислоцировался в Чёрном море. Он имел в своём составе 1 линкор, 5 лёгких крейсеров, 16 лидеров эсминцев, 47 подводных лодок, 2 бригады торпедных катеров, несколько дивизионов тральщиков, сторожевых и противолодочных катеров, свыше 600 самолётов.

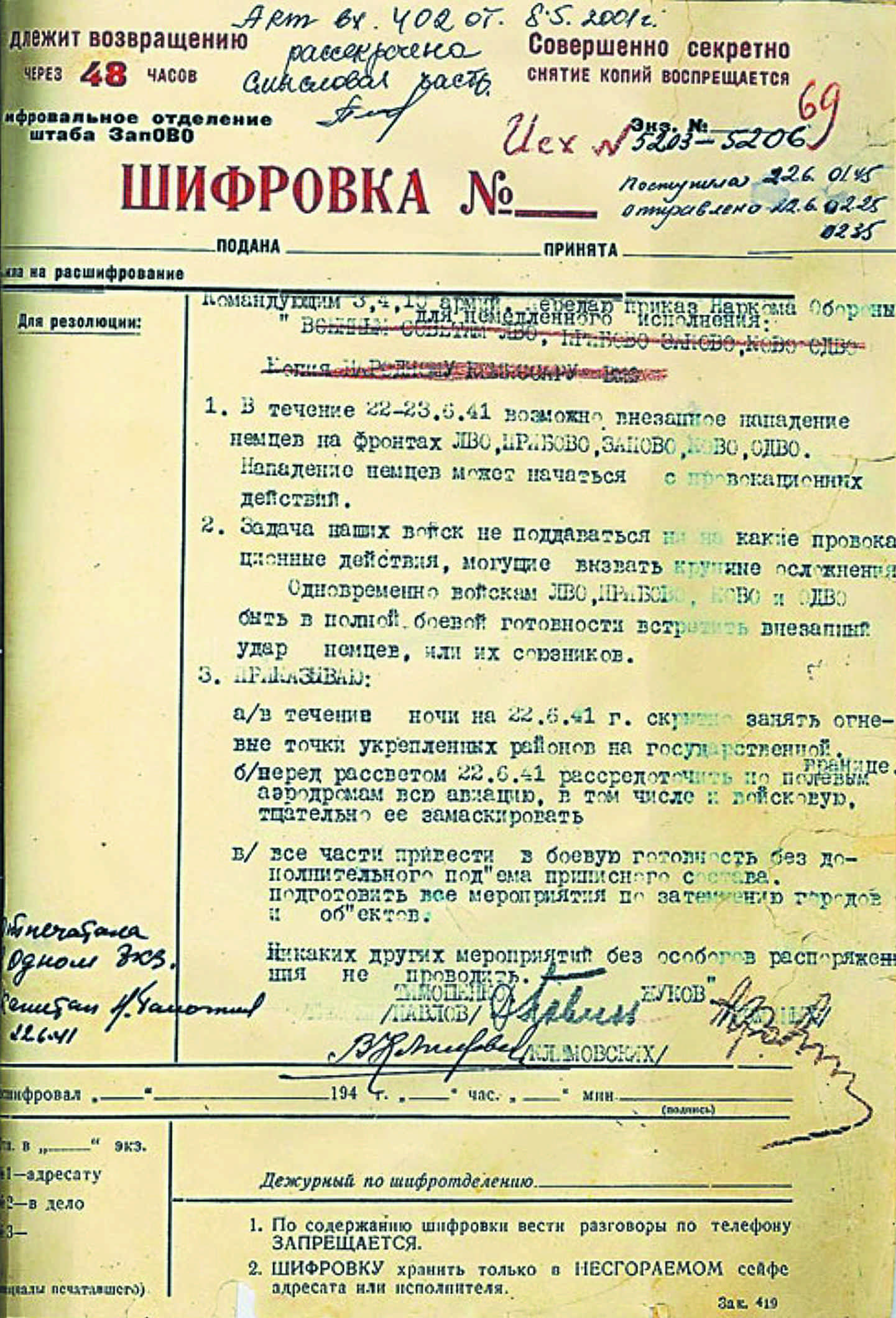
Директива № 1 от 21 июня 1941 года, полученная штабом Западного особого военного округа в 01 час 30 минут 22 июня 1941

В конце мая — начале июня 1941 года (как и летом 1940 года) была проведена частичная мобилизация под видом учебных сборов запаса, что позволило призвать свыше 800 тысяч человек, использованных для пополнения дивизий, расположенных в основном на западе страны. С середины мая из внутренних военных округов началось выдвижение четырёх армий (16-й, 19-й, 21-й и 22-й) и одного стрелкового корпуса к рубежу рек Днепр и Западная Двина. С середины июня началась скрытая перегруппировка соединений самых западных приграничных округов: под видом выхода в лагеря было приведено в движение более половины дивизий, составляющих резерв этих округов. С 14 по 19 июня командования западных приграничных округов получили указания вывести фронтовые управления на полевые командные пункты. С середины июня были отменены отпуска личному составу.
В первых эшелонах армий прикрытия было развернуто 56 дивизий и 2 бригады, во вторых эшелонах — 52 дивизии, в резерве округов — 62 дивизии. На участках границы, проходившей по естественным рубежам (горы, реки), полоса прикрытия для одной дивизии доходила до 100—120 километров, на главных операционных направлениях она составляла 25—30 км. Вторые эшелоны армий прикрытия и резервы располагались в 25—75 километрах от границы.
При этом Генеральный штаб Красной армии категорически пресекал любые попытки командующих западными приграничными округами усилить оборону путём занятия предполья приграничных укреплённых районов. Лишь в ночь на 22 июня советские военные округа получили директиву о переходе к боевой готовности, однако до многих штабов она дошла уже после нападения. Сталин позволил народному комиссару обороны Тимошенко и начальнику генерального штаба Жукову направить эту директиву после того, как у советских пограничников оказался немецкий фельдфебель-перебежчик, предупредивший о назначенном на следующее утро вторжении. Вскоре с тем же сообщением появился ещё один перебежчик, ефрейтор Альфред Лисков.
По числу танков советские войска западных военных округов превосходили предназначенные для вторжения силы Германии и её союзников в 3,6 раз, по числу самолётов — в 2,2 раза. У советских войск имелись достаточно многочисленные новейшие танки КВ-1, КВ-2 и Т-34, аналогов которым у немецких войск не было.
Однако советские войска не были отмобилизованы и не имели развернутых тыловых структур. Из 77 дивизий войск прикрытия в первые часы войны сопротивление могли оказать лишь 38 не полностью отмобилизованных дивизий, а остальные войска находились либо в местах постоянной дислокации, либо в лагерях, либо на марше. При этом противник сразу бросил в наступление 103 дивизии и создал мощные группировки на направлениях главных ударов.

## Первая фаза. Вторжение. Приграничные сражения (22 июня — 10 июля 1941)

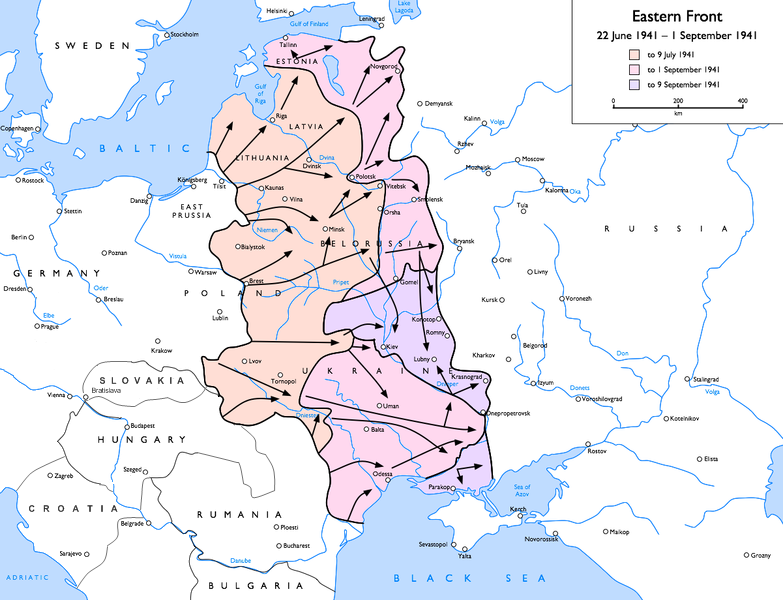
Боевые действия с 22 июня по 1 сентября 1941

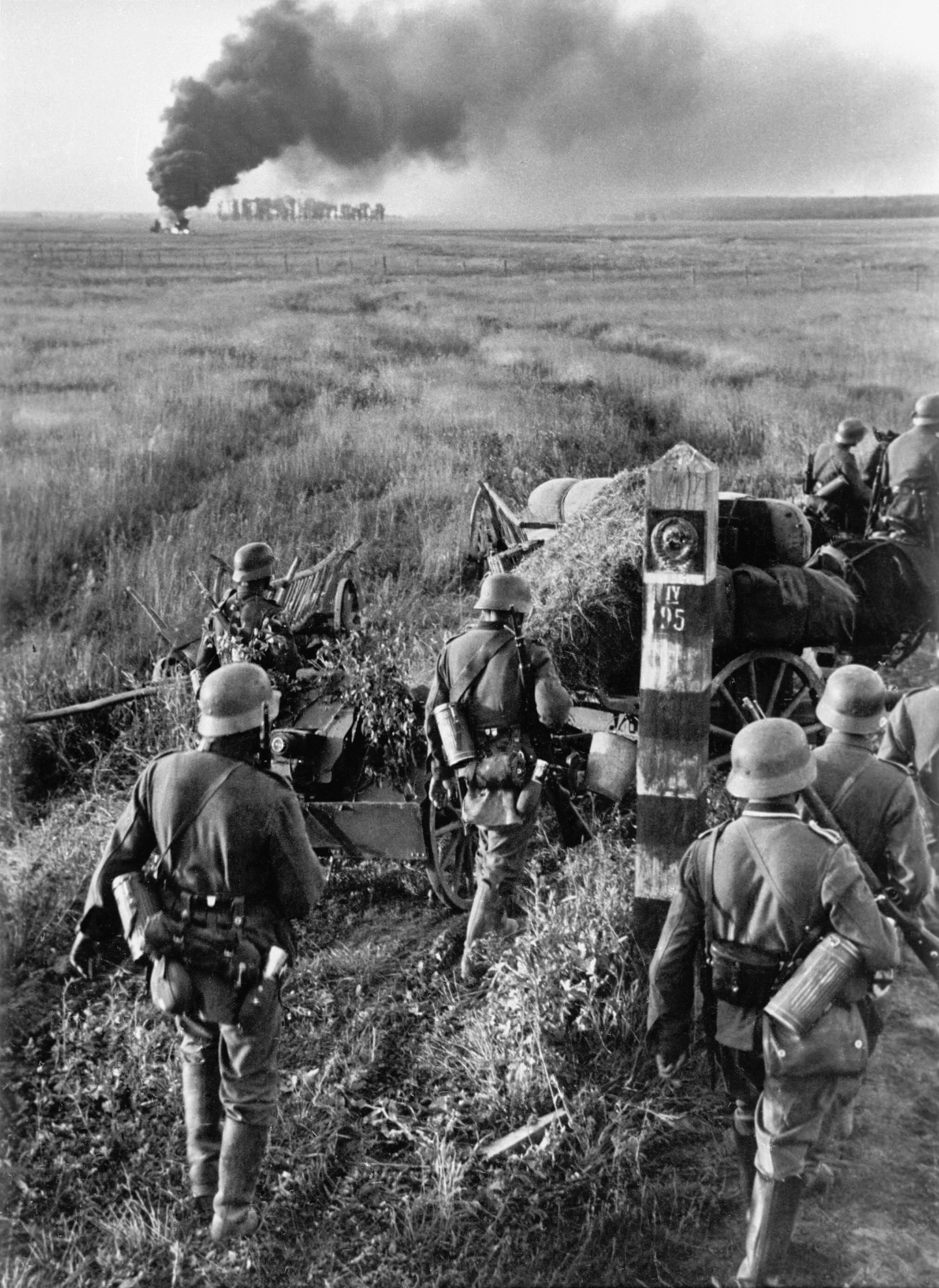
Немецкие войска пересекают советскую границу на территории современного Шептицкого района Львовской области Украины 22 июня 1941

Обращение Гитлера «Солдатам Восточного фронта» было зачитано командирами лишь в ночь на 22 июня 1941 года, перед тем как Третий Рейх объявил войну СССР. В тот же день войну СССР объявила Италия (итальянские войска начали боевые действия с 20 июля 1941 года) и Румыния, 23 июня — Словакия, 27 июня — Венгрия.
Ранним утром 22 июня, в 3 часа, первые сапёры вермахта перебрались на советскую территорию, а в 4 часа 00 минут, после мощной артиллерийской подготовки, началось вторжение передовых частей, за которыми последовали главные силы. Немецкое наступление развернулось на фронте протяжённостью 3 тыс. км, в трёх направлениях — на Ленинград, Москву и Киев. На морских коммуникациях Балтийского и Чёрного морей действовали немецкие и финские подводные лодки, ставились минные заграждения.
Немецкое вторжение застало советские войска врасплох: в первый же день была уничтожена значительная часть боеприпасов, горючего и военной техники; немцам удалось обеспечить полное господство в воздухе (было выведено из строя около 1200 самолётов). Советское командование было не в состоянии трезво оценить положение своих войск: Главный Военный совет вечером 22 июня направил Военным советам фронтов директивы, требовавшие нанести с утра 23 июня по прорвавшимся группировкам противника решительные контрудары — в результате таких неудачных контрударов и без того тяжёлое положение советских войск ещё больше ухудшилось.
21—25 июня с территории Финляндии против СССР действовали военно-морские и военно-воздушные силы Германии. 22 июня 1941, в ответ на занятие финскими войсками демилитаризованной зоны Аландских островов, — финские войска подверглись бомбардировке советской авиацией. 25 июня силы советского воздушного флота нанесли авиаудар по 18 финским аэродромам, задействованным в боевых операциях, и нескольким населённым пунктам. В этот же день правительство Финляндии заявило, что страна находится в состоянии войны с СССР, а немецкие и финские войска вторглись в Карелию и Заполярье, увеличив линию фронта и поставив под угрозу Ленинград и Мурманскую железную дорогу. Боевые действия в Заполярье и Карелии, однако, вскоре перешли в позиционную войну и не оказывали влияния на общее положение дел на советско-германском фронте.

### Северное направление
Против советского Северо-Западного фронта поначалу действовала не одна, а две танковые группы:
- Группа армий «Север» действовала на ленинградском направлении, а её основная ударная сила 4-я танковая группа наступала на Даугавпилс.
- 3-я танковая группа группы армий «Центр» наступала на вильнюсском направлении.

22 июня 1941 года сторонники Литовского фронта активистов подняли вооружённое восстание против советской власти. Повстанцы брали под контроль стратегически важные объекты и целые города, нападали на отступающие подразделения Красной армии и убивали советских активистов.
Попытка командования Северо-Западного фронта нанести контрудар силами двух механизированных корпусов (почти 1000 танков) возле города Расейняй окончилась полным провалом, и 25 июня было принято решение об отводе войск на рубеж Западной Двины.
Но уже 26 июня немецкая 4-я танковая группа форсировала Западную Двину у Даугавпилса (56-й мотокорпус Э. фон Манштейна), 2 июля — у Екабпилса (41-й мотокорпус Г. Райнхардта). Вслед за моторизованными корпусами продвигались пехотные дивизии. 27 июня части Красной армии оставили Либаву. 1 июля немецкая 18-я армия заняла Ригу и вышла в южную Эстонию.
Тем временем 3-я танковая группа группы армий «Центр», преодолев сопротивление советских войск под Алитусом, 24 июня взяла Вильнюс, повернула на юго-восток и зашла в тыл советскому Западному фронту.

### Центральное направление
Тяжёлая ситуация сложилась на Западном фронте. В первый же день фланговые армии Западного фронта (3-я армия в районе Гродно и 4-я армия в районе Бреста) понесли большие потери. Контрудары механизированных корпусов Западного фронта 23—25 июня завершились неудачей. Немецкая 3-я танковая группа, преодолев сопротивление советских войск в Литве и развивая наступление на вильнюсском направлении, обошла 3-ю и 10-ю армии с севера, а 2-я танковая группа, оставив в тылу Брестскую крепость, прорвалась к Барановичам и обошла их с юга. 28 июня немцы взяли столицу Белоруссии и замкнули кольцо окружения, в котором оказались основные силы Западного фронта.
30 июня командующий Западным фронтом генерал армии Д. Г. Павлов был отстранён от командования; позже по решению военного трибунала он вместе с другими генералами и офицерами штаба Западного фронта был расстрелян. Войска Западного фронта возглавил сначала генерал-лейтенант А. И. Ерёменко (30 июня), затем нарком обороны маршал С. К. Тимошенко (назначен 2 июля, вступил в должность 4 июля). В связи с тем, что основные силы Западного фронта оказались разгромлены в Белостокско-Минском сражении, 2 июля в состав Западного фронта были переданы войска Второго Стратегического эшелона.
В начале июля моторизованные корпуса вермахта преодолели рубеж советской обороны на реке Березина и устремились к линии рек Западная Двина и Днепр, однако неожиданно натолкнулись на войска восстановленного Западного фронта (в первом эшелоне 22-я, 20-я и 21-я Армии). 6 июля 1941 советское командование предприняло наступление на лепельском направлении. В ходе разгоревшегося танкового сражения 6—9 июля между Оршей и Витебском, в котором с советской стороны участвовало более 1600 танков, а с немецкой до 700 единиц, немецкие войска нанесли поражение советским войскам и 9 июля взяли Витебск. Уцелевшие советские части отошли в район между Витебском и Оршей. Немецкие войска заняли исходные позиции для последующего наступления в районе Полоцка, Витебска, южнее Орши, а также севернее и южнее Могилёва.

### Южное направление
Боевые действия вермахта на юге, где находилась самая мощная группировка РККА, оказались не столь успешными. 23—25 июня авиация Черноморского флота нанесла бомбовые удары по румынским городам Сулина и Констанца; 26 июня по Констанце был нанесён удар кораблями Черноморского флота совместно с авиацией. Стремясь остановить наступление 1-й танковой группы, командование Юго-Западного фронта нанесло контрудар силами шести механизированных корпусов (около 2500 танков). В ходе крупного танкового сражения в районе Дубно — Луцк — Броды советские войска не смогли разбить противника и понесли большие потери, однако помешали немцам осуществить стратегический прорыв и отрезать львовскую группировку (6-я и 26-я армии) от остальных сил. К 1 июля войска Юго-Западного фронта отошли на укреплённый рубеж Коростень — Новоград-Волынский — Проскуров. В начале июля немцы прорвали правое крыло фронта под Новоградом-Волынским и захватили Бердичев и Житомир, но благодаря контрударам советских войск их дальнейшее продвижение было остановлено.
На стыке Юго-Западного и Южного фронта 2 июля германо-румынские войска форсировали Прут и устремились к Могилёву-Подольскому. К 10 июля они вышли к Днестру.

### Итоги приграничных сражений
В результате приграничных сражений вермахт нанёс тяжёлое поражение Красной армии. При этом следует иметь в виду, что поражение главных сил западных военных округов произошло не сразу 22 июня, а позже, во время встречных сражений 24-30 июня 1941 года.
Подводя итоги первой фазы операции «Барбаросса», 3 июля 1941 года начальник германского Генерального штаба сухопутных войск Ф. Гальдер записал в своём дневнике:

В целом уже можно сказать, что задача разгрома главных сил русской сухопутной армии перед Западной Двиной и Днепром выполнена… Поэтому не будет преувеличением сказать, что кампания против России выиграна в течение 14 дней. Конечно, она ещё не закончена. Огромная протяжённость территории и упорное сопротивление противника, использующего все средства, будут сковывать наши силы ещё в течение многих недель. …Когда мы форсируем Западную Двину и Днепр, то речь пойдёт не столько о разгроме вооружённых сил противника, сколько о том, чтобы забрать у противника его промышленные районы и не дать ему возможности, используя гигантскую мощь своей индустрии и неисчерпаемые людские ресурсы, создать новые вооружённые силы. Как только война на востоке перейдёт из фазы разгрома вооружённых сил противника в фазу экономического подавления противника, на первый план снова выступят дальнейшие задачи войны против Англии…
В дневнике Верховного главнокомандования вермахта за 4 июля 1941 г. приводится заявление Гитлера, что Советский Союз уже практически проиграл войну:

 Фюрер: «Я всё время стараюсь поставить себя в положение противника. Практически он войну уже проиграл. Хорошо, что мы разгромили танковые и военно-воздушные силы русских в самом начале. Русские не смогут их больше восстановить». — приводится по «Военно-исторический журнал», 1966, № 1, с. 74, 77
Примерно за три недели войны немецкие войска оккупировали всю Прибалтику, Белоруссию, значительную часть Украины и Молдовы. На северо-западном и юго-западном направлениях противник вторгся на территорию СССР до 500 км, на западном — до 600 км. Средний темп наступления немецких войск составил от 15 до 30 км в сутки. В приграничных сражениях и в последующих оборонительных операциях были полностью разгромлены 28 советских дивизий (12 стрелковых, 10 танковых, 4 моторизованные, 2 кавалерийские), ещё свыше 72 дивизий понесли потери в людях и технике от 50 % и более. Общие потери советских войск к 30 июля составили 651 065 чел. (безвозвратные — 447 015 чел., санитарные — 204 050 чел.). По неполным данным фронтов и штаба, дальнебомбардировочная авиация потеряла за это время 3468 самолётов, советские войска потеряли около 9,5 тыс. орудий, 12 тыс. миномётов, 6 тыс. танков (почти половина всех танков, имевшихся в западных военных округах на начало войны) При этом многие танки были не уничтожены в бою, а брошены или взорваны при отступлении из-за поломок и отсутствия топлива. В результате огромных потерь танков и последовавшей эвакуации танковых заводов из Ленинграда и Харькова к концу 1941 г. советские войска испытывали острую нехватку танков.
Было потеряно 200 складов (52 % окружных складов и складов Наркомата обороны на территории приграничных округов). Это привело к острому недостатку боеприпасов, горючего и продовольствия в советских частях и соединениях. Немецкой же армии достались значительные трофеи. Так, Гальдер 1 июля записал, что около одной трети расхода горючего покрыто трофейными запасами.
В то же время Гальдер признавал, что советские войска сопротивлялись упорно. 29 июня он записал:

Сведения с фронта подтверждают, что русские всюду сражаются до последнего человека. Лишь местами сдаются в плен, в первую очередь там, где в войсках большой процент монгольских народностей (перед фронтом 6-й и 9-й армий).

Бросается в глаза, что при захвате артиллерийских батарей и т. п. в плен сдаются лишь немногие... Упорное сопротивление русских заставляет нас вести бой по всем правилам наших боевых уставов. В Польше и на Западе мы могли позволить себе известные вольности и отступления от уставных принципов; теперь это уже недопустимо.
Немецкие войска потеряли к середине июля около 100 тыс. человек (столько же, сколько за два предыдущие года мировой войны), свыше 1 тыс. самолётов и до 1,5 тыс. танков.
С другой стороны, К. Рокоссовский писал:

Нанесенный врагом неожиданный удар огромными силами и его стремительное продвижение в глубь территории на некоторое время ошеломили наши не подготовленные к этому войска. Они подверглись шоку. Чтобы вывести их из этого состояния, потребовалось длительное время. Растерянности способствовали ещё причины военного и политического характера, относившиеся ко времени, отдалённому от начала войны.
Совокупность важных причин и обстоятельств в определённой степени понизила боеспособность войск в моральном отношении, на какой-то период ослабила их устойчивость и упорство, вывела из равновесия особенно те части, которые вступали в бой неорганизованно. А иные неустойчивые элементы совершенно потеряли веру в свои силы, в возможность сопротивления грозному врагу.

По официальным данным, с 22 июня 1941 по 10 октября 1941 года органами НКВД было задержано 647 364 человека по подозрению в дезертирстве; большинство из них было возвращено на фронт, но более 10 тыс. человек было расстреляно, из них более 3 тысяч — публично.
Реакция Сталина
Убедившись в реальности нападения Сталин впал в прострацию. Выступать по радио с сообщением о нападении пришлось Молотову. Через неделю после начала вторжения (после утраты Минска) Сталин уединился на своей подмосковной даче, не отвечая на телефонные звонки. Когда на дачу прибыла делегация политбюро, Сталин подумал, что они приехали его арестовать. По воспоминаниям Микояна, Сталин сказал: «Ленин оставил нам великое наследие, а мы, его наследники, все это просрали». Однако его не арестовали — никто никогда не признал, что такая мысль у кого-то из них вообще была, — но вытащили из прострации и вернули в Москву. 3 июля Сталин выступил по радио с обращением, призванным сплотить нацию. Вспомнив православный оборот из своей юности, он обратился к соотечественникам со словами «братья и сестры».

## Особенности действий советских войск в приграничных сражениях
- Недостаточный профессионализм командного состава, связанный с тем, что многие командиры высшего звена были недавно назначены на свои должности и не имели должного опыта. Это было следствием как массовых репрессий высшего командного состава в 1937—1938 годах[40][50][51][52], так и резкого увеличения численности армии после 1939 года[37]. Бывший начальник Генерального штаба Г. К. Жуков вспоминал: «До 1936 года, то есть до массовых арестов крупных военных деятелей страны и командиров высших соединений, как теоретически, так и практически уделялось серьёзное внимание оперативно-стратегическому взаимодействию видов вооружённых сил; рассматривались и решались важнейшие проблемные вопросы, в период же 1936—1939 гг. эта важнейшая стратегическая работа стояла на мертвой точке, попросту говоря, её некому было вести, так как почти всё серьёзно и глубоко мыслящее постигла трагическая участь. Эта важнейшая государственная работа несколько оживилась после советско-финской войны, в 1940 году и в начале 1941 года, то есть непосредственно перед внезапным нападением фашистской Германии на Советский Союз»[53]

- Значительная часть войск советских приграничных западных военных округов была сконцентрирована в Белостокском и Львовском выступах вблизи границы, что привело к тому, что ещё до начала войны они были фактически полуокружены противником. В этих выступах находилась главная ударная сила округов — механизированные корпуса. В ряде случаев исходные районы сосредоточения частей и соединений для занятия обороны находились в зоне видимости противника и могли поражаться огнём его артиллерии. Такая дислокация войск была связана с тем, что советское командование исходило из наступательной стратегии будущей войны[50][54]. В Белостокском и Львовском выступах также были сосредоточены огромные запасы боеприпасов и горючего[50][54]. Вот что писал по этому поводу Г. К. Жуков[55]: «Накануне войны 3-я, 4-я и 10-я армии Западного округа были расположены в Белостокском выступе, выгнутом в сторону противника, 10-я армия занимала самое невыгодное расположение. Такая оперативная конфигурация войск создавала угрозу глубокого охвата и окружения их со стороны Гродно и Бреста путём удара под фланги. Между тем дислокация войск фронта на гродненско-сувалковском и брестском направлениях была недостаточно глубокой и мощной, чтобы не допустить здесь прорыва и охвата белостокской группировки. Это ошибочное расположение войск, допущенное в 1940 году, не было устранено вплоть до самой войны».
- Укреплённые районы по линии новой западной границы (так называемая Линия Молотова) строились непосредственно на самой границе, и зачастую без требуемого предполья. К июню 1941 года их строительство и вооружение не было завершено. Между тем, из сооружений укреплённых районов по линии старой границы (Линия Сталина) была изъята часть вооружения для оснащения укрепрайонов на новой границе, что помешало расконсервировать старые укрепрайоны при приближении неприятеля[50][54].
- Советское командование, исходившее из наступательной стратегии будущей войны, не уделяло должного внимания разработке оборонительных операций. Г. К. Жуков вспоминал: «Обучение войск оборонительным действиям, встречным сражениям, отступательным действиям редко выходило из тактических рамок. Я не знаю ни одного оперативно-стратегического мероприятия, где оборона была бы разыграна или отработана в крупных оперативно-стратегических масштабах, где бы оборона противодействовала глубокому прорыву крупных бронетанковых группировок, взаимодействующих с крупными воздушными силами, а как следствие наши штабы и командиры оперативного масштаба накануне войны не были обучены эффективному ведению обороны оперативно-стратегического масштаба, не говоря уже о том, что такие оборонительные операции не были разработаны в штабах приграничных округов и генштабе как возможный вариант»[53].
- Противнику удалось добиться практически полной оперативной и тактической внезапности своего наступления (в частности, многие артиллерийские и зенитные части приграничных дивизий 22 июня были в учебных лагерях и на полигонах, многие командиры находились в отпусках[50]), что привело к тяжёлым потерям, вследствие первого огневого удара, и быстрому продвижению ударных группировок вглубь советской обороны уже в первые часы наступления.
- Советские войска были плохо обучены методам современной войны, слабо сколочены, недостаточно организованы. На низком уровне находились радиосвязь, управление, взаимодействие, разведка[37].

## «Сколько продержится Россия?»
Журнал «Time» в редакционной статье «Сколько продержится Россия?» от 30 июня 1941 г. писал:

 «Вопрос о том, станет ли битва за Россию самой важной битвой в истории человечества, решают не немецкие солдаты. Ответ на него зависит от русских».— Журнал «Тайм», 30 июня 1941 г.
14 июня Объединённый разведывательный комитет США сделал вывод, что Германии потребуется самое большее шесть недель, чтобы взять Москву .
Также В. И. Дашичев упоминает о докладе военного министра США Г. Л. Стимсона, представленном 23 июня Рузвельту. В нём предполагалось, что Германия сокрушит Советский Союз «как минимум за месяц, а возможно максимум три» и поэтому в войне западных стран против Германии и Японии Советский Союз будет лишь временным союзником, как Польша в 1939 г. или Франция в 1940 г.
По расчётам Дэвида Гланца:

Захватив Смоленск 16 июля, силы фон Бока продвинулись примерно на 500 км за 25 дней боев, побив при этом все рекорды стремительности наступления, поставленные вермахтом в ходе кампаний в Европе. И до главной цели операции — Москвы — оставалось, таким образом, всего 300 км. То есть, если исходить из прежних темпов наступления — 20 км в день и 140 км в неделю, учитывая паузы на отдых, ремонт техники и пополнение запасов, от Москвы фон Бока отделяли 2—3 недели.— Гланц Д. Крах плана «Барбаросса». Противостояние под Смоленском. Т. 2. 2011.
В конце июля 1941 года состоялась поездка в Москву советника президента США Г. Гопкинса, по итогам которой в США сделали вывод об отсутствии в СССР пораженческих настроений и целесообразности оказания ему помощи.

### Поддержка СССР союзниками в первые месяцы войны
На политику британского правительства оказывали влияние также скептики, уверенные в том, что «Советский Союз в войне с Германией долго не продержится». В своих расчётах, насколько советское сопротивление задержит высадку вермахта на Британские острова, английские начальники штабов прогнозировали:

«Не более чем на восемь недель»— приводится по Erickson J., Dilks D. Barbarossa. The Axis and the Allies. P. 103.
До начала операции «Тайфун» (1 октября 1941 года) в порт Архангельск прибыл 31 августа 1941 года только арктический конвой «Дервиш».
- До этого, 12 июля 1941 было заключено советско-английское соглашение о совместных действиях в войне против Германии, где было заявлено, что «в продолжение этой войны они не будут ни вести переговоров, ни заключать перемирия или мирного договора, кроме как с обоюдного согласия»[62].
- Однако подписание англо-советского соглашения о товарообороте, кредите и клиринге, по которому Англия предоставляла кредит в сумме 10 млн фунтов стерлингов состоялось только 16 августа 1941 года. В результате конвой «Дервиш» был первым до начала операции «Тайфун», а следующий (Конвой PQ-1) прибыл в порт Архангельск лишь 11 октября 1941 года, причём в отсутствие атак кригсмарине.
- Важным фактором стала позиция английской общественности. Как отмечают британские историки Д. Эриксон и Д. Дилкс[61]:

...Британский МИД, с запозданием признав масштабы военной угрозы Советскому Союзу, был вынужден рассматривать вероятность совместной борьбы и «неприятную реальность» нарастающей огромной симпатии к русским— 

## Вторая фаза. Наступление немецких войск по всему фронту (10 июля — август 1941)

### Северное направление
2 июля группа армий «Север» продолжила наступление, её 4-я танковая группа наступала в направлении Резекне, Остров, Псков. 4 июля 41-й мотокорпус занял Остров, 9 июля — Псков.
10 июля группа армий «Север» продолжила наступление на ленинградском (4-я танковая группа) и таллинском (18-я армия) направлениях. Однако немецкий 56-й мотокорпус был остановлен контрударом советской 11-й армии под Сольцами. В этих условиях немецкое командование 19 июля почти на три недели приостановило наступление 4-й танковой группы до подхода соединений 18-й и 16-й армий. Только в конце июля немцы вышли на рубеж рек Нарва, Луга и Мшага.
7 августа немецкие войска прорвали оборону 8-й армии и вышли на побережье Финского залива в районе Кунды. 8-я армия оказалась расчленённой на две части: 11-й стрелковый корпус отошёл к Нарве, а 10-й стрелковый корпус — к Таллину, где вместе с моряками Балтийского флота обороняли город до 28 августа.

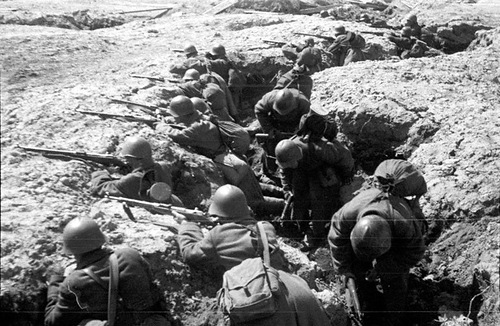
254-я стрелковая дивизия на позициях под Старой Руссой. Лето 1941 года

8 августа возобновилось наступление группы армий «Север» на Ленинград в направлении Красногвардейска, 10 августа — в районе Луги и на новгород-чудовском направлении. 12 августа советское командование нанесло контрудар под Старой Руссой, однако 19 августа противник произвёл ответный удар и нанёс поражение советским войскам.
19 августа немецкие войска заняли Новгород, 20 августа — Чудово. 23 августа завязались бои за Ораниенбаум; 1 сентября немцы были остановлены юго-восточнее Копорья у р. Воронка.

### Наступление на Ленинград
Для усиления группы армий «Север» ей были переданы 3-я танковая группа Г. Гота (39-й и 57-й мотокорпуса) и 8-й авиакорпус В. фон Рихтгофена.
В конце августа немецкие войска предприняли новое наступление на Ленинград. 25 августа 39-й мотокорпус взял Любань, 30 августа вышел к Неве и перерезал железнодорожное сообщение с городом, 8 сентября взял Шлиссельбург и замкнул кольцо блокады вокруг Ленинграда.
Однако, приняв решение о проведении операции «Тайфун», А. Гитлер приказал высвободить не позднее 15 сентября большую часть подвижных соединений и 8-й авиакорпус для участия в наступлении на Москву.
После оставления советскими войсками Таллина Моонзундский архипелаг оказался в глубоком тылу немецких войск. 8 сентября они начали десантную операцию для его захвата. Острова удалось захватить к 22 октября.
К началу сентября Гитлер пришёл к мнению, что Ленинград становится второстепенной целью, а силы должны быть сконцентрированы на московском направлении.
12 сентября Гитлер отменил штурм города после получения от Маннергейма категорического отказа перейти согласованную с Лениным границу на Карельском перешейке (Weisung Nr.35. 06.09.1941) (О дальнейших боевых действиях на Ленинградском направлении см. Блокада Ленинграда.)
7 ноября немцы продолжили наступление в северном направлении. Были перерезаны железные дороги, по которым через Ладожское озеро поставлялось продовольствие в осаждённый Ленинград. Немецкие войска заняли Тихвин. Возникла угроза прорыва немецких войск в тыл и окружения 7-й отдельной армии, оборонявшей рубежи на реке Свирь. Однако уже 11 ноября 52-я армия наносит контрудар по войскам вермахта, занявшим Малую Вишеру. В ходе развернувшихся боёв маловишерская группировка немецких войск потерпела серьёзное поражение. Её силы были отброшены от города за реку Большую Вишеру.

### Центральное направление
10—12 июля 1941 года группа армий «Центр» начала новое наступление на московском направлении. 2-я танковая группа форсировала Днепр южнее Орши, а 3-я танковая группа нанесла удар со стороны Витебска. 16 июля немецкие войска вступили в Смоленск, при этом в окружении оказались три советские армии (19-я, 20-я и 16-я). К 5 августа бои в Смоленском «котле» завершились, через Днепр переправились остатки войск 16-й и 20-й армий; в плен попало 310 тыс. человек.
На северном фланге советского Западного фронта немецкие войска овладели Невелем (16 июля), однако далее в течение целого месяца вели бои за Великие Луки. Большие проблемы для противника возникли также на южном фланге центрального участка советско-германского фронта: здесь советские войска 21-й армии предприняли наступление на Бобруйском направлении. Несмотря на то, что советским войскам не удалось захватить Бобруйск, они сковали значительное число дивизий немецкой 2-й полевой армии и треть 2-й танковой группы.
Таким образом, с учётом двух крупных группировок советских войск на флангах и непрекращающихся атак по фронту немецкая группа армий «Центр» не могла возобновить наступление на Москву. 30 июля она основными силами перешла к обороне и уделила основное внимание решению проблем на флангах. В конце августа 1941 года немецким войскам удалось разгромить советские войска в районе Великих Лук и 29 августа захватить Торопец.
8—12 августа началось продвижение 2-й танковой группы и 2-й полевой армии в южном направлении. В результате советский Центральный фронт был разгромлен, 19 августа пал Гомель. Широкомасштабное наступление советских фронтов Западного направления (Западного, Резервного и Брянского), начатое 30 августа — 1 сентября, не увенчалось успехом, советские войска понесли тяжёлые потери и 10 сентября перешли к обороне. Единственным успехом стало освобождение Ельни 6 сентября.

### Южное направление
В Молдове попытка командования Южного фронта остановить румынское наступление контратакой двух механизированных корпусов (770 танков) не увенчалась успехом. 16 июля 4-я румынская армия взяла Кишинёв, а в начале августа оттеснила Отдельную Приморскую армию к Одессе. Оборона Одессы почти на два с половиной месяца сковала силы румынских войск. Советские войска покинули город только в первой половине октября.
Тем временем в конце июля немецкие войска развернули наступление на белоцерковском направлении. 2 августа они отрезали от Днепра 6-ю и 12-ю советские армии и окружили их под Уманью; в плену оказалось 103 тыс. человек, в том числе оба командарма. Но, хотя немецкие войска в результате нового наступления прорвались к Днепру и создали несколько плацдармов на восточном берегу, взять Киев с хода им не удалось.
Таким образом, группа армий «Юг» не смогла самостоятельно решить задачи, поставленные перед ней планом «Барбаросса». С начала августа по начало октября Красная армия осуществила серию контрударов.

### Сражение под Киевом
Во исполнение приказа Гитлера южный фланг группы армий «Центр» начал наступление в поддержку группы армий «Юг».
После занятия Гомеля немецкая 2-я армия группы армий «Центр» наступала на соединение с 6-й армией группы армий «Юг»; 9 сентября обе немецкие армии соединились в восточном Полесье. К 13 сентября фронт советских 5-й армии Юго-Западного фронта и 21-й армии Брянского фронта оказался взломан окончательно, обе армии перешли к подвижной обороне.
Одновременно немецкая 2-я танковая группа, отразив удар советского Брянского фронта под Трубчевском, вышла на оперативный простор. 9 сентября 3-я танковая дивизия Моделя прорвалась на юг и 10 сентября захватила Ромны.
Тем временем 1-я танковая группа 12 сентября начала наступление с кременчугского плацдарма в северном направлении. 15 сентября 1-я и 2-я танковые группы соединились у Лохвицы. В гигантском Киевском «котле» оказались основные силы советского Юго-Западного фронта; число пленных составило 665 тыс. человек. Оказалось разгромлено управление Юго-Западного фронта; командующий фронтом генерал-полковник М. П. Кирпонос погиб.
В результате в руках противника оказалась Правобережная Украина, путь на Донбасс был открыт, советские войска в Крыму оказались отрезаны от основных сил. В середине сентября немцы вышли на подступы к Крыму.

### Продолжение наступления на юге
Крым имел стратегическое значение как один из путей к нефтеносным районам Кавказа (через Керченский пролив и Тамань). Кроме того, Крым был важен как база для авиации. С потерей Крыма советская авиация лишилась бы возможности налетов на нефтепромыслы Румынии, а немцы смогли бы наносить удары по целям на Кавказе. Советское командование понимало важность удержания полуострова и сосредоточило на этом усилия, отказавшись от обороны Одессы. 16 октября Одесса пала.
В направлении Приазовья 8 октября была окружена и разгромлена 18-я армия Южного фронта.
17 октября был занят Донбасс (пал Таганрог), 25 октября захвачен Харьков, 2 ноября — занят Крым и блокирован Севастополь. 30 ноября силы группы армий «Юг» закрепились на рубеже Миус-фронта.

## Кризис наступления по плану «Барбаросса»
Уже в конце июля 1941 года немецкое командование было вынуждено ввести коррективы в первую фазу блицкрига — наступательную операцию «Барбаросса».

### Директива № 33
В директиве ОКВ № 33 от 19 июля 1941 года «ДАЛЬНЕЙШЕЕ ВЕДЕНИЕ ВОЙНЫ НА ВОСТОКЕ» были подведены итоги «Второго наступления на Востоке»:

 Второе наступление на Востоке окончилось прорывом линии Сталина по всему фронту и дальнейшим глубоким продвижением танковых групп в восточном направлении. Группе армий «Центр» потребуется значительное время для ликвидации сильных боевых групп противника, продолжающих оставаться между нашими подвижными соединениями — «Военно-исторический журнал», 1959, № 6, с. 79—81

#### Дополнение к директиве № 33
После доклада главнокомандующего сухопутными войсками Гитлер 22 июля 1941 года дополнил директиву № 33 :

 1) Южный участок Восточного фронта.
Противник, все ещё находящийся западнее Днепра, должен быть окончательно разгромлен и полностью ликвидирован. Как только позволит оперативное и материально-техническое положение, следует объединить 1-ю и 2-ю танковые группы под руководством командующего 4-й танковой армией и совместно с идущими за ними пехотными и горно-стрелковыми дивизиями после овладения Харьковским промышленным районом предпринять наступление через Дон на Кавказ.
 — «Военно-исторический журнал», 1959, № 6, с. 82—83
Уточняется, что «первоочередной задачей основной массы пехотных дивизий является овладение Украиной, Крымом и территорией РСФСР до Дона».
Но Группа армий «Центр» при этом «… должна разгромить противника, продолжающего находиться в районе между Смоленском и Москвой, продвинуться своим левым флангом по возможности дальше на восток и захватить Москву».
Причём «3-ю танковую группу временно передать в подчинение группе армий „Север“ с задачей обеспечения правого фланга последней и окружения противника в районе Ленинграда».

### Директива ОКВ № 34
Была издана 30 июля 1941 года как реакция на «развитие событий за последние дни, появление крупных сил противника перед фронтом и на флангах группы армий „Центр“». Также констатируется: «Необходимость предоставить 2-й и 3-й танковым группам для восстановления и пополнения их соединений около десяти дней вынудила временно отложить выполнение целей и задач, поставленных в директиве № 33 от 19.7 и в дополнении к ней от 23.7.»
Соответственно, «ГА „Центр“ переходит к обороне, используя наиболее удобные для этого участки местности».
Задача на южном участке фронта — «пока продолжить операции силами только группы армий „Юг“».

#### Дополнение к директиве № 34
12 августа 1941 года Гитлер приказывает «наступление на город Киев приостановить», а сам город «должен быть уничтожен зажигательными бомбами и артиллерийским огнём».
Также констатируется, что «после полной ликвидации угрожающего положения на флангах и пополнения танковых групп будут созданы условия для наступления на широком фронте глубоко эшелонированными фланговыми группировками против крупных сил противника, сосредоточенных для обороны Москвы», «чтобы ещё до прихода зимы овладеть всем комплексом государственных экономических и коммуникационных центров противника в районе Москвы».

## Поворот от Москвы
В конце июля 1941 года немецкое командование было ещё полно оптимизма и считало, что цели, поставленные планом «Барбаросса», будут достигнуты в ближайшее время. В качестве сроков достижения этих целей были указаны: Москва и Ленинград — 25 августа; рубеж Волги — начало октября; Баку и Батуми — начало ноября.
25 июля на совещании начальников штабов Восточного фронта вермахта говорилось об осуществлении операции «Барбаросса» по времени:
- Группа армий «Север»: Операции развивались почти в полном соответствии с планами.
- Группа армий «Центр»: До начала Смоленского сражения операции развивались в соответствии с планами, затем развитие замедлилось.
- Группа армий «Юг»: Операции по времени развивались медленнее, чем предполагалось.

К 27 июля относятся первые обсуждения возможного изменения направления главного удара группы армий «Центр». Йодль обращается к Гитлеру с предложением продолжить после окончания боёв под Смоленском наступление на Москву, на что получает ответ: «Необходимо как можно скорее овладеть Донецким промышленным районом и тем самым лишить русских возможности получать вооружение и отрезать их от нефтяных источников». 28 июля Гитлер вновь повторяет своё мнение, что для него большее значение имеет индустриальный район Харькова, нежели Москва. Гитлер всё более стал склоняться к тому, чтобы отложить наступление на Москву. На совещании в штабе группы армий «Юг» 4 августа он заявил: «Вначале должен быть захвачен Ленинград, для этого используются войска группы Гота. Во вторую очередь производится захват восточной части Украины… И только в последнюю очередь будет предпринято наступление с целью захвата Москвы».
На следующий день Ф. Гальдер уточнил у А. Йодля мнение Гитлера: «Каковы наши главные цели: хотим ли мы разбить противника или преследуем хозяйственные цели (захват Украины и Кавказа)?». Йодль ответил, что фюрер считает, что обе цели могут быть достигнуты одновременно. На вопрос: Москва или Украина или Москва и Украина следует ответить: и Москва, и Украина. Мы должны это сделать, ибо в противном случае мы не сможем разгромить противника до наступления осени.
21 августа Гитлер издал новую директиву, в которой говорилось: «Важнейшей задачей до наступления зимы является не захват Москвы, а захват Крыма, промышленных и угольных районов на реке Донец и блокирование путей подвоза русскими нефти с Кавказа. На севере такой задачей является окружение Ленинграда и соединение с финскими войсками».

### Оценка решения Гитлера
Решение Гитлера отказаться от немедленного наступления на Москву и повернуть 2-ю армию и 2-ю танковую группу в помощь группе армий «Юг» вызвало неоднозначные оценки в среде немецкого командования.
Командующий 3-й танковой группой Г. Гот писал в своих мемуарах: «Против продолжения наступления на Москву в то время был один веский аргумент оперативного значения. Если в центре разгром находившихся в Белоруссии войск противника удался неожиданно быстро и полно, то на других направлениях успехи были не столь велики. Например, не удалось отбросить на юг противника, действовавшего южнее Припяти и западнее Днепра. Попытка сбросить прибалтийскую группировку в море также не увенчалась успехом. Таким образом, оба фланга группы армий „Центр“ при продвижении на Москву подверглись опасности оказаться под ударами, на юге эта опасность уже давала о себе знать...»
Командующий немецкой 2-й танковой группой Г. Гудериан писал: «Бои за Киев, несомненно, означали собой крупный тактический успех. Однако вопрос о том, имел ли этот тактический успех также и крупное стратегическое значение, остаётся под сомнением. Теперь всё зависело от того, удастся ли немцам добиться решающих результатов ещё до наступления зимы, пожалуй, даже до наступления периода осенней распутицы».
Лишь 30 сентября немецкие войска, подтянув резервы, перешли в наступление на Москву. Однако по́зднее начало наступления, упорное сопротивление советских войск, сложные погодные условия поздней осени привели к остановке наступления на Москву и провалу операции «Барбаросса» в целом.

## Итоги операции «Барбаросса»
Конечная цель операции «Барбаросса» осталась недостигнутой. Несмотря на впечатляющие успехи вермахта, попытка разгромить СССР в одной летне-осенней кампании провалилась.
В основе этого лежит общая недооценка Красной армии и мобилизационных возможностей СССР. Несмотря на то, что до войны общее количество и состав советских войск были определены немецким командованием достаточно верно, к крупным просчётам следует отнести неверную оценку способности СССР по формированию и вооружению новых соединений и объединений сухопутных войск. К третьему месяцу войны ожидалось встретить не более 40 новых дивизий Красной армии. На самом деле советское руководство только летом 1941 года направило на фронт 324 дивизии (с учётом развёрнутых ранее 222 дивизий), то есть в этом вопросе немецкая разведка значительно ошиблась. Уже в ходе штабных игр, проведённых немецким Генеральным штабом, выяснилось, что наличных сил окажется недостаточно. Особенно тяжёлая ситуация складывалась с резервами. Фактически, «Восточный поход» предстояло выигрывать одним стратегическим эшелоном войск. В результате штабных игр было установлено, что при успешном развитии операций на театре военных действий, «который расширяется к востоку наподобие воронки», немецкие силы «окажутся недостаточными, если не удастся нанести решающее поражение русским до линии Киев — Минск — Чудское озеро». Ещё один вывод состоял в том, что резерв личного состава вермахта насчитывает лишь 400 тысяч человек, то есть может покрыть потери личного состава лишь до осени. А значит, операция должна длиться не более трёх месяцев.
Между тем, на линии рек Днепр — Западная Двина вермахт ждал Второй стратегический эшелон советских войск, а за спиной у него сосредотачивался Третий стратегический эшелон. Важным этапом в срыве плана «Барбаросса» стало Смоленское сражение, в котором советские войска, несмотря на тяжёлые потери, остановили продвижение противника на восток.
Взаимодействие между группами армий осложнялось тем, что они наносили удары по расходящимся направлениям — на Ленинград, Москву и Киев. В связи с этим немецкому командованию пришлось проводить частные операции по защите флангов центральной наступающей группировки. Эти операции, хотя и были успешными, приводили к потере времени и трате моторесурса бронетехники механизированных войск. Уже в августе возник вопрос приоритета целей: Ленинград, Москва или Ростов-на-Дону. Когда эти цели вступили между собой в противоречие, возник кризис командования.
Не были выполнены цели, поставленные перед группами армий: «Север» не смогла захватить Ленинград, «Юг» — совершить глубокий охват своим левым флангом (6-я и 17-я армии) и уничтожить основные войска противника на правобережной Украине в намеченные сроки и, как следствие, войска Юго-Западного и Южного фронтов смогли отойти к Днепру и закрепиться. В дальнейшем, поворот основных сил группы армий «Центр» от Москвы привёл к потере времени и стратегической инициативы. Осенью 1941 года немецкое командование попыталось найти выход из кризиса в битве за Москву — операции «Тайфун».
Австралийский историк Дэвид Стэйхел доказывает в своих работах, что вермахт в принципе был не способен выигрывать войны, по масштабам сравнимые с той, которая развернулась на германо-советском фронте. Даже если бы немецкие части продвигались в глубь вражеской территории ещё быстрее, исход был бы тот же: германская армия и поддерживающие её тыловые структуры не могли «переварить» такого массива территорий, людей, ресурсов. По мнению Стэйхела, в стратегическом смысле вермахт проиграл войну уже к концу лета 1941 года, к началу сражения за Киев. Конечно, успехи первых месяцев «восточного похода» давали немцам определённые преимущества, но в целом эффективно контролировать столь огромные территории они не могли. Небольшой шанс выиграть, предоставленный немцам во второй половине июля и связанный с колебаниями Японии по поводу вступления в войну, был ими упущен: руководство Рейха не смогло оказать должного давления на Токио. Все остальное, как считает историк, было лишь вопросом времени.
Кампания 1941 года в конечном итоге, окончилась тактической неудачей немецких войск на центральном участке советско-германского фронта под Москвой, на северном фланге под Тихвином и на южном фланге под Ростовом.
Потери немецких войск по немецким данным:

С 22 июня по 13 августа 1941 года весь восточный фронт потерял убитыми 3714 офицеров, 76 389 солдат и унтер-офицеров. Число раненых составило 9161 офицер и 264 975 унтер-офицеров и солдат. В сумме это как раз 10 процентов от численности войск восточного фронта!
— Хаупт В. Сражения группы армий «Центр». — М.: Яуза, Эксмо, 2006
По оценке американских военных наблюдателей, немецкие потери на 11 декабря 1941 года составляли 1,3 миллиона убитыми.